# Szaramás
Szaramás (románul: Sărămaș) település Romániában, Kovászna megye területén.

## Története
Korábban Kisborosnyó, ma Zágonbárkány (Barcani) része. Az 1910-es népszámlálás eredményei alapján a falu túlnyomó többségét románok lakták. A trianoni békeszerződés előtt Háromszék vármegye Sepsi járásához tartozott.

## Népessége
1992-ben 696 többségében román lakosa volt.

## Vallások
A lakók 3 kivétellel ortodox keresztények.